# Panthera gombaszoegensis
Panthera gombaszoegensis ist eine ausgestorbene Großkatzenart, die während des Pleistozäns vor rund 2,5 Millionen bis vor 300.000 Jahren Eurasien bewohnte. Der größte Teil der Funde stammt aus Europa, sie streuen aber über Westasien und Zentralasien bis nach Ostasien. In der Regel beschränkt sich das Fossilmaterial auf Teile des Schädels und Gebisses, wesentlich seltener werden Reste des Körperskelettes gefunden. Anhand der Funde lässt sich eine mittelgroße Großkatze rekonstruieren, vergleichbar in den Ausmaßen heutiger kleinerer Löwen und Tiger. Der Körperbau war allgemein robust. Vermutlich handelt es sich um einen generalistischen Beutegreifer, der sowohl geschlossene wie auch offene Landschaften als Jagdgründe nutzte. Die Art wurde im Jahr 1938 wissenschaftlich eingeführt. Eine Zeitlang galt sie als Nahverwandter des Jaguars und wurde entweder als eigenständige eurasische Vorform oder als Unterart der südamerikanischen Großkatze geführt. Im Deutschen bürgerte sich daher auch die Bezeichnung „Europäischer Jaguar“ als Trivialname ein. Phylogenetische Untersuchungen aus dem Jahr 2022 legen jedoch eine engere Beziehung mit dem Tiger nahe.

## Merkmale
Panthera gombaszoegensis war ein mittelgroßer und robust gebauter Vertreter der Eigentlichen Großkatzen. Anhand der Schädel verschiedener Fundstellen wurde dieser zwischen 27 und 32 cm lang, was deutlich geringer ist als beim Höhlenlöwen (Panthera spelaea) mit knapp 41 cm, aber größer als bei heutigen mittelgroßen pantherinen Katzen wie dem Leoparden (Panthera pardus), Schneeleoparden (Panthera uncia) und Jaguar (Panthera onca) mit 18 bis 27 cm. In Seitenansicht war der Schädel am Stirnprofil abweichend vom Leoparden und Jaguar weniger deutlich gerundet, sondern auffallend gewinkelt wie es etwa beim Tiger (Panthera tigris) und Löwen (Panthera leo), aber auch beim Schneeleoparden der Fall ist. In Aufsicht zeigte sich der Hirnschädel weniger gewölbt, vergleichbar zu dem des Tigers. Das Rostrum war ebenfalls in Aufsicht kurz und breit, jedoch nicht so deutlich wie beim Tiger. Es vermittelte eher zu den kleineren pantherinen Formen, bei denen die Schnauze verhältnismäßig länger und schmaler ist. Seine Seitenkanten verliefen bei Panthera gombaszoegensis weitgehend parallel und nicht nach hinten eingeschnürt wie beim Tiger. Einige Besonderheiten finden sich an den Suturen der Schädelknochen. So überragte das hintere Ende der Nasenbein-Stirnbein-Verbindung jenes der Stirnbein-Oberkiefer-Verbindung, lediglich beim Schneeleoparden ist das Verhältnis umgekehrt. Die hintere Kontaktstelle zwischen dem Stirnbein und dem Scheitelbein wiederum lag jenseits der Schädeleinschnürung hinter den Orbita. Gleiches ist vom Tiger, jedoch nicht vom Löwen bekannt. Wiederum in Ansicht von oben trat der Warzenfortsatz seitlich markant hervor. Ähnliches ist vom Tiger und Löwen bekannt, weniger aber von den kleineren Großkatzen. Der Stirnbein-Fortsatz hinter der Orbita ragte bei Panthera gombaszoegensis weniger stark seitlich aus, vergleichbar zu anderen Panthera-Arten mit Ausnahme des Schneeleoparden. Ebenso standen die Jochbögen weit auseinander, ihre Spanne betrug bis zu 20 cm. Das Hinterhauptsbein war in Aufsicht auffallend gerundet und wies hier Übereinstimmungen mit dem des Löwen auf. In Seitenansicht zog der Knochenkamm des Hinterhauptsbeines nach hinten aus, was den Verhältnissen beim Tiger, weniger beim Jaguar entspricht. Außerdem nahm er eine recht hohe Position ein, was von den kleineren pantherinen Katzen abweicht. Die Gelenke zur Verbindung mit der Halswirbelsäule waren außerordentlich groß und übertrafen verhältnismäßig jene anderer Großkatzen einschließlich des Amerikanischen Löwen (Panthera atrox).

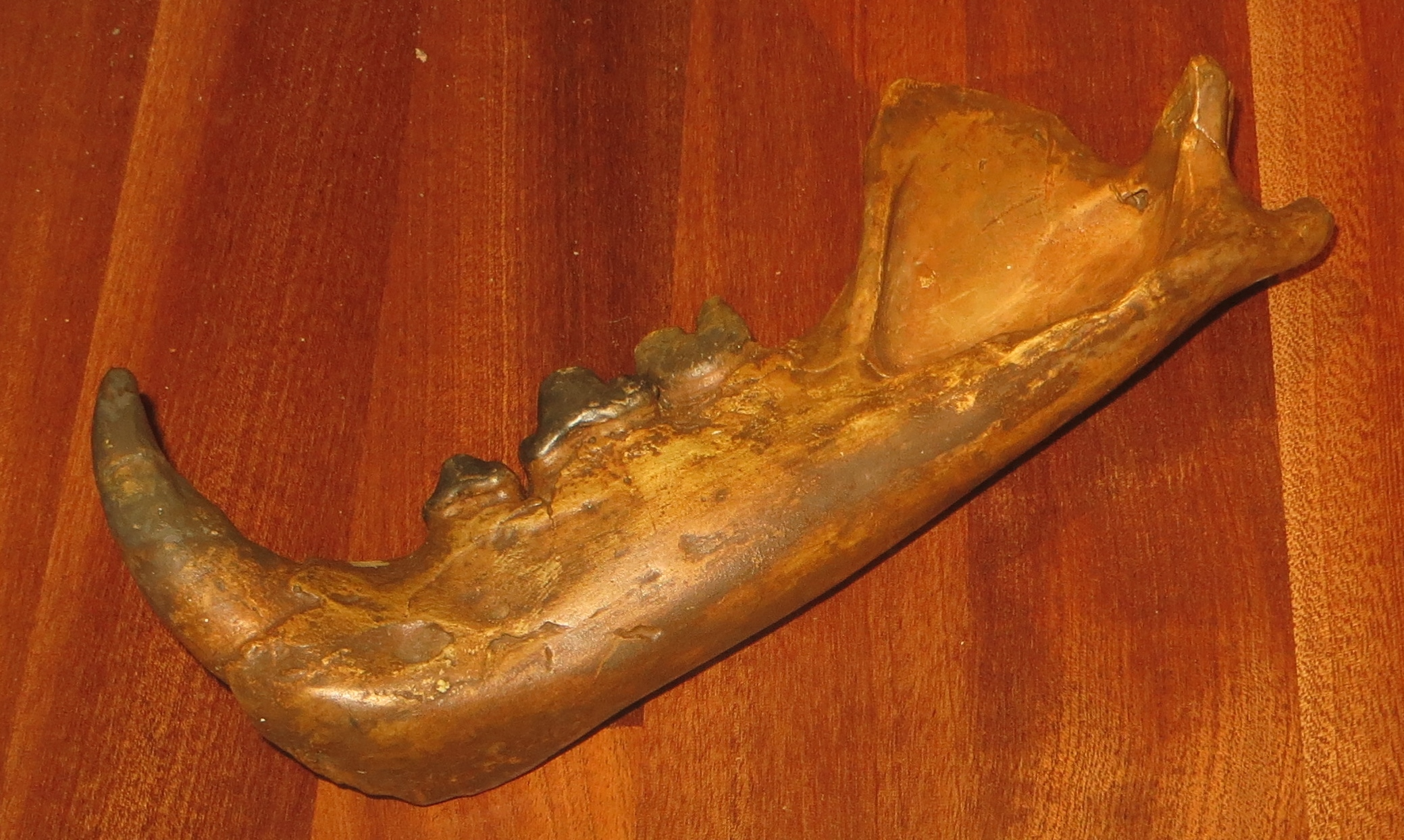
Unterkiefer von Panthera gombaszoegensis

Der Unterkiefer war robust gebaut. Der horizontale Knochenkörper variierte kaum an Höhe, im Verhältnis zu den Zähnen war er massiver als etwa beim Tiger. Die Unterkante verlief leicht konvex ähnlich wie beim Löwen und abweichend vom Tiger mit einer konkaven Kante. Der Gelenkfortsatz saß wie üblich bei Katzen sehr tief. Der Winkelfortsatz am hinteren Ende setzte sich nur wenig merklich ab und war nicht so markant nach unten ausgezogen, wie es beim Tiger der Fall ist. In der Gebissstruktur ähnelte Panthera gombaszoegensis weitgehend den anderen Arten der Gattung Panthera. Das Gebiss umfasste 30 Zähne mit drei Schneidezähnen, einem Eckzahn, drei Prämolaren und einem Molaren in der oberen Zahnreihe, die untere wies einen Prämolaren weniger auf. Auffallend waren vor allem am Eckzahn senkrechte Rillen an der Außenkante, die unter anderem vom heutigen Jaguar nicht bekannt sind. Zwischen dem Eckzahn und dem hinteren Gebiss spannte sich ein ausgedehntes Diastema. Generell waren die vorderen Prämolaren niederkronig, was die pantherinen Katzen von den felinen unterscheidet. Spezielle Merkmale an den hinteren Zähnen liegen nur wenige vor, die die einzelnen Panthera-Arten voneinander unterscheiden. Am hinteren unteren Prämolaren kamen bei Panthera gombaszoegensis vergrößerte zusätzliche Höckerchen vor ähnlich zum Löwen und zum Jaguar. Ebenso analog zum Jaguar und zum Leoparden, aber im Unterschied zum Tiger und Schneeleoparden, entsprach oder übertraf der letzte untere Prämolar den Molaren an Länge. Im Vergleich zum Jaguar war das gesamte Gebiss bei Panthera gombaszoegensis relativ schlank gebaut.
Das postcraniale Skelett ist zumeist nur fragmentarisch überliefert. Es war aber deutlich robust gestaltet, was an den überlieferten Langknochen erkennbar ist. Gleiches gilt für die Hand- und Fußknochen, vor allem die Metapodien, die einen kurzen und massiven Bau besaßen, deutlicher als bei den meisten anderen pantherinen Katzen.

## Fossilfunde
Fossilfunde von Panthera gombaszoegensis sind weit über Eurasien gestreut, die meisten Lokalitäten finden sich im westlichen Teil. Allein hier liegen mehr als 90 Fundstellen vor. Die Art gehört zu den frühesten Vertretern der Großkatzen, die in Eurasien nachweisbar sind, weitaus früher noch als deutlich bekanntere Angehörige wie der Mosbacher Löwe (Panthera mosbachensis) oder der Höhlenlöwe. Auf eine mögliche afrikanische Herkunft weisen einzelne Kieferfragmente aus Ahl al Oughlam bei Casablanca in Marokko, die in den Übergang vom Pliozän zum Pleistozän vor rund 2,5 Millionen Jahren datieren, deren genaue Zuweisung aber nicht eindeutig ist. Einer der ältesten Belege in Eurasien findet sich mit einem Unterkiefer aus der bedeutenden paläoanthropologischen Lokalität von Dmanisi in Georgien, dessen Alter gut 1,8 Millionen Jahren beträgt. Nahezu ähnlich alt können Funde aus Tegelen und Langenboom, beide in den Niederlanden, eingestuft werden. Während letztere Fundstelle nur einen einzelnen Zahn hervorbrachte, sind von ersterer unter anderem mehrere Unterkiefer belegt. Mit rund 1,6 Millionen Jahren nur wenig jünger sind Funde aus Olivola in Italien. Weitere bedeutende Fossilien datieren in das späte Altpleistozän und das frühe Mittelpleistozän. Genannt werden kann hier Untermaßfeld in Thüringen, von wo rund zwei Dutzend Schädel-, Gebiss- und Gliedmaßenreste von Panthera gombaszoegensis herstammen. Sie gehören dem Epivillafranchium an mit absoluten Alterswerten zwischen 1,2 und 0,9 Millionen Jahren. Mit einem Unterkiefer aus Achalkalaki blieb die Art zu dieser Zeit auch weiterhin in der Kaukasusregion präsent. Darüber hinaus liegen weitere Funde aus Mitteleuropa (Mosbacher Sande, Deutschland), Westeuropa (La Belle-Roche, Belgien, Maasvlakte, Niederlande oder Westbury-Sub Mendip, Großbritannien), Südwesteuropa (Atapuerca, Spanien) sowie Südosteuropa (Petralona, Griechenland) vor. Von besonderer Bedeutung ist hier die Kalkbrekzie von Château Breccia im Burgund, aus der mehr als 400 Fossilreste von einem halben Dutzend Individuen geborgen wurden. Sie decken einen längeren Zeitraum des frühen Mittelpleistozäns ab und sind in den jüngeren Ablagerungen mit Funden des Höhlenlöwen vergesellschaftet. Die Spätphase des Auftretens von Panthera gombaszoegensis wird unter anderem durch einen Zahn aus der Biśnik-Höhle im südlichen Polen oder durch Einzelzähne und Gliedmaßenteile aus der Kudaro-Höhle in Georgien angezeigt. Vermutlich starb die Großkatze vor 350.000 bis 300.000 Jahren aus.
Außerhalb des europäischen Raumes sind Nachweise von Panthera gombaszoegensis vergleichsweise rar. Einzelne Hinweise liegen mit postcranialen Skelettelementen aus ʻUbeidiya in Israel und aus Ti's al Gadah in Saudi-Arabien vor, deren Altersdaten vom Altpleistozän bis zur zweiten Hälfte des Mittelpleistozäns reichen. Hervorzuheben ist der Unterkiefer von Lachuti in Tadschikistan in Zentralasien, der in das ausgehende Altpleistozän gehört. Des Weiteren sind noch Schädelreste vom Fluss Haro im nördlichen Pakistan zu nennen, die mit rund 1,4 Millionen Jahren aber deutlich älter datieren. Ein Unterkiefer aus der Jinyuan-Höhle bei Dalian im nordöstlichen China ist dem gegenüber wieder früh-mittelpleistozänen Alters. Aus der etwa gleichalten „Kedung-Brubus-Fauna“ von Java wurde ein Unterkieferfragment berichtet, was wiederum den ersten Beleg der Art aus Südostasien wäre.

## Paläobiologie

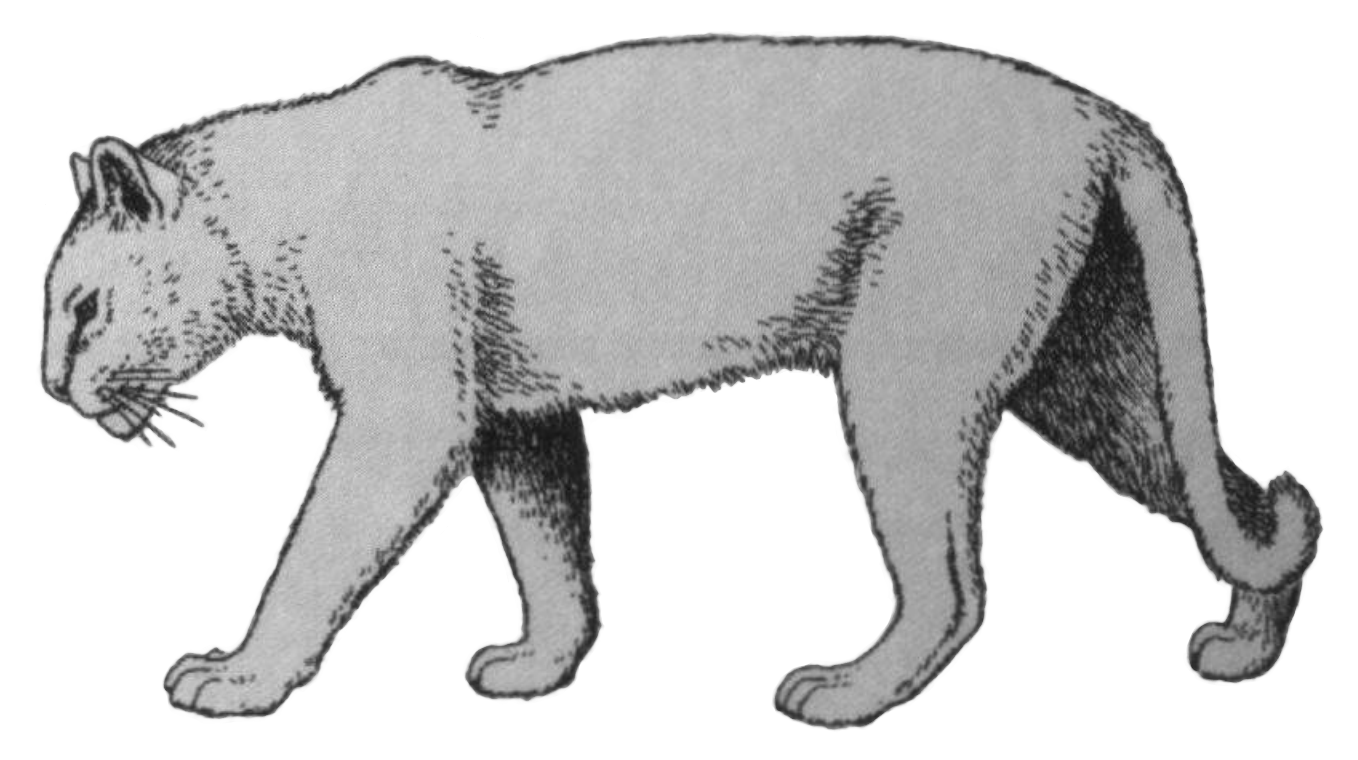
Lebendrekonstruktion von Panthera gombaszoegensis

Panthera gombaszoegensis erreichte nicht die Ausmaße einiger anderer pleistozäner Großkatzen wie der Höhlenlöwe. Anhand der altpleistozänen Funde aus Untermaßfeld ließ sich in Bezug auf verschiedene Skelettelemente ein Körpergewicht von 90 bis 180 kg (Zähne) beziehungsweise 160 bis 170 kg (Langknochen) ermitteln. Die Werte, die an den Langknochen gewonnen wurden, liegen durchschnittlich 20 kg höher als die an den Zähnen errechneten. Unter Hinzuziehung weitere Fundstellen, wie den individuenreichen Komplex der Château Breccia im Burgund aus dem Mittelpleistozän mit vergleichbaren Werten, kann so ein Gewicht von 90 und 210 kg bei einem Mittelwert von 130 bis 140 kg angenommen werden. Exemplare aus zeitlich älteren Fundstellen scheinen hierbei allerdings durchschnittlich etwas leichter gewesen zu sein und kamen auf etwa 70 bis 100 kg Körpergewicht. Die Gewichtsannahmen übertreffen die Werte des heutigen Jaguars und des Leoparden. Sie sind in etwa vergleichbar mit einigen Unterarten des Tigers, etwa der Indochinesische Tiger oder des Löwen, hier der Asiatische Löwe. Für die Kopf-Rumpf-Länge können 120 bis 170 cm als wahrscheinlich angesehen werden. An den Funden aus Tegelen ließen sich auffallende Variationen in den Maßen einzelner Zähne und Knochen feststellen. Möglicherweise bestand daher bei Panthera gombaszoegensis ein ausgeprägter Geschlechtsdimorphismus. Ein solches Phänomen ist vor allem beim heutigen Löwen bekannt, der in größeren sozialen Verbänden lebt und bei dem die männlichen Individuen teils erbittert um die weiblichen kämpfen. Da aber auch der weitgehend einzelgängerisch lebende Leopard gewisse Größenvariationen zwischen den Geschlechtern aufweist, erlaubt ein allgemeiner Dimorphismus keine Rückschlüsse auf die spezielle soziale Lebensweise bei Panthera gombaszoegensis.
Zahlreiche weitere Überlegungen zur Lebensweise und Paläobiologie beruhen auf der Annahme einer nahen Verwandtschaft von Panthera gombaszoegensis mit dem Jaguar. So wurde postuliert, dass die Tiere weitgehend in Wäldern lebten, ähnlich wie es vom heutigen Jaguar bekannt ist. Der allgemein robuste Körperbau von Panthera gombaszoegensis, der etwas mehr dem generalistischeren Leoparden gleicht, schließt allerdings eine Nutzung offener Landschaften nicht aus. Dies trifft darüber hinaus auch auf den Jaguar zu, der in seiner stammesgeschichtlichen und historischen Vergangenheit eine höhere Varietät an Landschaftsräumen nutzte, die sowohl geschlossene als auch offene Habitate einschlossen. Seine heutige Präsenz in den tropischen Regenwäldern ist dagegen weitgehend anthropogen verursacht. Zahlreiche Fundstellen mit Resten von Panthera gombaszoegensis lassen allerdings eine gewisse Affinität zu Wasser erkennen. An der Fundstelle von Untermaßfeld sind anhand der paläontologischen Daten weite Galeriewälder im Flusstal der Ur-Werra unter gemäßigt warmen Klimabedingungen rekonstruierbar, für die Château Breccia konnte mittels Pollenanalysen eine Mixtur aus offenen Graslandschaften in Hochlagen und Kiefern-Fichten-Wäldern durchsetzt mit Laubbäumen in Tälern unter kühler-klimatischen Verhältnissen ermittelt werden.
In heutigen Biotopen mit unterschiedlich großen Großkatzen, etwa der Löwe/Tiger und Leopard in Afrika und Asien, nutzen die jeweiligen Arten ein unterschiedliches Beutespektrum, angepasst an die jeweils eigene Körpergröße. Gleiches gilt auch im Bezug auf das Verhältnis vom Jaguar zum Puma in Südamerika. Im ausgehenden Pliozän und im Altpleistozän war Panthera gombaszoegensis die einzige Großkatze in Europa. Für Untermaßfeld wird ein hauptsächliches Beutespektrum mit Hirschen wie Cervus nestii und Eucladoceros giulii angenommen, die beide ein Äquivalent zu den Axishirschen und Sambaren bilden, welche die heutigen, zu Panthera gombaszoegensis ähnlich großen süd- und südostasiatischen Tiger und Löwen bevorzugen. Gelegentlich könnten auch die Kälber von sehr großen Pflanzenfressern wie Rüsseltieren, Nashörnern oder Flusspferden erbeutet worden sein. Spätestens im frühen Mittelpleistozän erreichte der Mosbacher Löwe und der Leopard Europa, was zu einem stärkeren Konkurrenzverhalten führte. Hier dürfte vor allem der Leopard mit seiner geringeren Körpergröße eine stärkere Rolle gespielt haben. Das Gebiss von Panthera gombaszoegensis ist eher moderat robust gebaut, was sich etwa bei den im Vergleich zu Löwen und Tigern kürzeren und niedrigeren Backenzähne bezogen auf den Unterkiefer zeigt. Es finden sich aber zu den beiden letztgenannten und zum Leoparden einzelne Übereinstimmungen, was für den Nahrungserwerb von Panthera gombaszoegensis, entsprechend den genutzten Landschaftsräumen, ein wohl generalistisches Verhalten befürwortet. Bemerkenswert sind senkrechte Rillen an den Eckzähnen, die beim Jaguar als häufigen ökologischen Vergleich kaum oder gar nicht auftreten. Einige Autoren sehen darin Hinweise auf eine abweichende Habitat- und Beutenutzung (in Europa fehlen beispielsweise zahlreiche „hartschalige“ Beutetiere wie Gürteltiere oder kleinere Kaimane, die dem Jaguar zur Verfügung stehen), allerdings sind derartige Rückschlüsse aufgrund einzelner sowie teils variabler anatomischer Merkmale problematisch. Mit dem Verschwinden von Panthera gombaszoegensis im späten Mittelpleistozän übernahm wohl der Leopard dessen ökologische Nische vollständig.

## Systematik
Panthera gombaszoegensis ist eine ausgestorbene Art aus der Gattung der Eigentlichen Großkatzen (Panthera) innerhalb der Familie der Katzen (Felidae). Die Eigentlichen Großkatzen, die den Verwandtschaftskreis um den Löwen (Panthera leo) und Tiger bilden (Panthera tigris) bilden, zeichnen sich durch ihre enorme Körpergröße, ein nur teilweise verknöchertes Zungenbein, vergleichsweise kurze Eckzähne und einige spezielle Zahnmerkmale aus. Sie sind heute mit mehreren Arten in Afrika und Asien verbreitet, kommen aber mit einem Vertreter auch in Südamerika vor. Molekulargenetische Analysen lassen eine Herkunft der Gruppe aus Asien annehmen. Darauf könnten auch einige Fossilfunde aus dem Hochland von Tibet mit Alterswerten um 4,4 Millionen Jahren hindeuten, die ursprünglich als Panthera blytheae den Eigentlichen Großkatzen geordnet wurden, die Art steht allerdings seit dem Jahr 2023 innerhalb von Palaeopanthera. Die ältesten afrikanischen Funde dürften mit Panthera principalis auf knapp 3,7 Millionen Jahre datieren und kamen im östlichen Teil des Kontinentes zu Tage. Die Abtrennung der Gattung von den anderen Linien der Großkatzen erfolgte nach konventioneller molekulargenetischer Bestimmung im Unteren Pliozän vor etwa 4 Millionen Jahren, bei Kalibrierung mit fossilen Funden ist der zeitliche Ansatz wohl deutlich früher und sollte zu Beginn des Oberen Miozäns vor rund 10,7 Millionen Jahren liegen.
Die wissenschaftliche Erstbeschreibung von Panthera gombaszoegensis wurde im Jahr 1938 von Miklós Kretzoi erstellt. Grundlage hierfür bildeten mehrere Einzelzähne sowie Unterkieferfragmente aus einem Kalksteinbruch in der Umgebung von Gombasek bei Slavec an der slowakisch-ungarischen Grenze. Auf den Fundort verweist auch das Artepitheton. Kretzoi benannte seine neue Form mit Leo gombaszoegensis und sah sie als kleineren Vertreter aus dem Verwandtschaftskreis des Löwen und Tigers an. Eine Zeitlang wurde die Art dementsprechend geführt. Im Jahr 1971 nahm Helmut Hemmer eine Neubewertung vor. Er erkannte zahlreiche Mischmerkmale, die Panthera gombaszoegensis mit anderen Großkatzen verband, sah aber die größeren Ähnlichkeiten zum Jaguars (Panthera onca). Insgesamt wies Hemmer die Art als „Jaguar auf dem Weg zum Löwen“ aus. Die Nahverwandtschaft von Panthera gombaszoegensis mit dem Jaguar hob er durch die deutschsprachige Trivialbezeichnung „Europäischer Jaguar“ hervor, die sich darauffolgend einbürgerte, teilweise aber auch in „Eurasischer Jaguar“ abgewandelt wurde. Hemmer vereinte in einigen relativ zeitnah erschienenen Studien gleichzeitig einzelne Synonymformen mit Panthera gombaszoegensis, wozu unter anderem Felis schreuderi aus Tegelen und Felis avernensis beziehungsweise Felis toscana aus Italien gehören.
Zahlreiche Autoren übernahmen darauffolgend diese Zuweisung. Ungeklärt blieb hierbei jedoch der genaue Status, da einige Wissenschaftler die Form als eigenständige Art mit genügend diagnostischen Abstand zum Jaguar ansahen, andere sie jedoch als Unterart Panthera onca gombaszoegensis einstuften. Biogeographische Szenarien gingen von einer Auswanderung des „Europäischen Jaguars“ über Nordasien nach Nordamerika im ausgehenden Altpleistozän etwa zwischen dem magnetostratigraphisch definierten Jaramillo-Ereignis vor 0,99 Millionen Jahren und der Brunhes-Matuyama-Umkehr vor 0,78 Millionen Jahren aus. Dort entwickelte er sich via Panthera onca augusta zur heutigen Form weiter und erreichte dann letztendlich im Jungpleistozän mit Südamerika sein heutiges Verbreitungsgebiet. In Nordamerika ist Panthera gombaszoegensis bisher allerdings nicht belegt, der älteste Nachweis des Jaguars gehört dem späten Altpleistozän an.
Die Auffassung, Panthera gombaszoegensis wäre mit dem Jaguar näher verwandt, wurde aber nicht von allen geteilt. Einige Wissenschaftler wiesen auf größere Ähnlichkeiten zum Tiger hin. Eine anatomische und phylogenetische Studie aus dem Jahr 2022 kommt zu dem Schluss, dass letztere Annahme wahrscheinlicher ist. Argumente hierfür finden sich vor allem im Schädelbau, etwa im Verlauf der Suturen zwischen dem Stirn- und Scheitelbein oder der Gestaltung der Kontaktbereiche zwischen ersterem und dem Nasenbein. Auch zeigt sich das Körperskelett von Panthera gombaszoegensis als weniger ähnlich zu dem des Jaguars und lässt eher Eigenschaften eines Generalisten erkennen, etwa wie es beim Leoparden der Fall ist. Die dadurch erfolgte Neubewertung fasst Panthera gombaszoegensis als Nahverwandten des Tigers auf.
Es wurden mehrere Unterarten von Panthera gombaszoegensis beschrieben:
- P. g. georgica Hemmer, Kahlke & Vekua, 2010
- P. g. gombaszoegensis (Kretzoi, 1938)
- P. g. jinpuensis Jiangzuo, Wang, Ge, Liu, Song, Jin, Jiang & Liu, 2023
- P. g. toscana (Schraub, 1949)

Hierbei stellt P. g. gombaszoegensis die Nominatform und den am häufigsten referenzierten Vertreter dar. P. g. toscana, benannt nach Funden aus der Toskana, gilt als stammesgeschichtlich ältere europäische Form, es besteht hier aber auch die Möglichkeit einer eigenen Artstellung. Dem gegenüber wurde P. g. georgica aus Dmanisi in Georgien beschrieben, P. g. jinpuensis hingegen aus der Jinyuan-Höhle im nordöstlichen China. Teilweise sehen Forscher die P. g. toscana-P. g. gombaszoegensis-Gruppe als europäische, die P. g. georgica-Gruppe als zentral- bis südasiatische Variante an, während P. g. jinpuensis in Ostasien verbreitet war.